# Simulium fangense
Simulium fangense är en tvåvingeart som beskrevs av Takaoka 2006. Simulium fangense ingår i släktet Simulium och familjen knott.
Artens utbredningsområde är Thailand. Inga underarter finns listade i Catalogue of Life.